# Památník Jana Žižky u Sudoměře
Památník Jana Žižky u Sudoměře je monumentální socha vojevůdce Jana Žižky, připomínající jeho vítězství v bitvě u Sudoměře. Nachází se mezi rybníky Markovcem a Škaredým, nedaleko jihočeské obce Sudoměř v okrese Strakonice, v katastrálním území Mladějovice.
V bitvě se husité putující z Plzně na nově budované Hradiště hory Tábor ubránili přesile královského vojska (železní páni) a strakonických křižovníků za využití terénu (hráze mezi oběma rybníky, bahnitého dna vypuštěného rybníka Škaredý) a vozové hradby. Jednalo se o první větší bitvu husitských válek, která byla na počátku vojenské slávy Jana Žižky, ač v ní nebyl jediným a zřejmě ani hlavním velitelem.
Nápad zbudovat památník vznikl k pětistému výročí bitvy roku 1920. Autorem je akademický sochař Emanuel Kodet, na stavbě se podílel paračovský rodák stavitel František Kulíř. Památník byl dostavěn v roce 1925, je sestavený z kamenných kvádrů a vysoký je 16 metrů. V sousedství roste dvojice památných dubů Dvojčata princezny Hedviky.
Okolo památníku vedou zelená a modrá turistická značka.

## Galerie

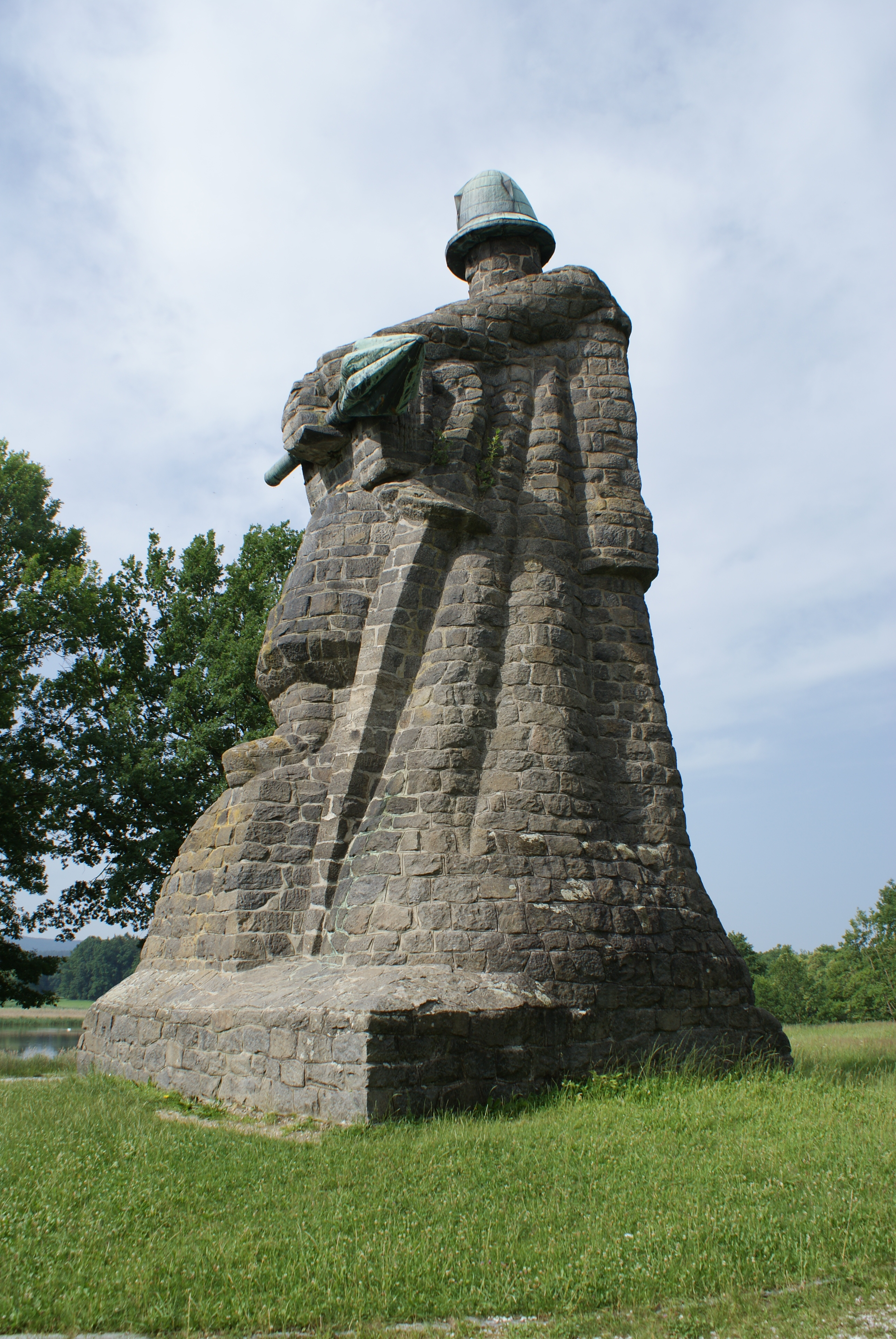
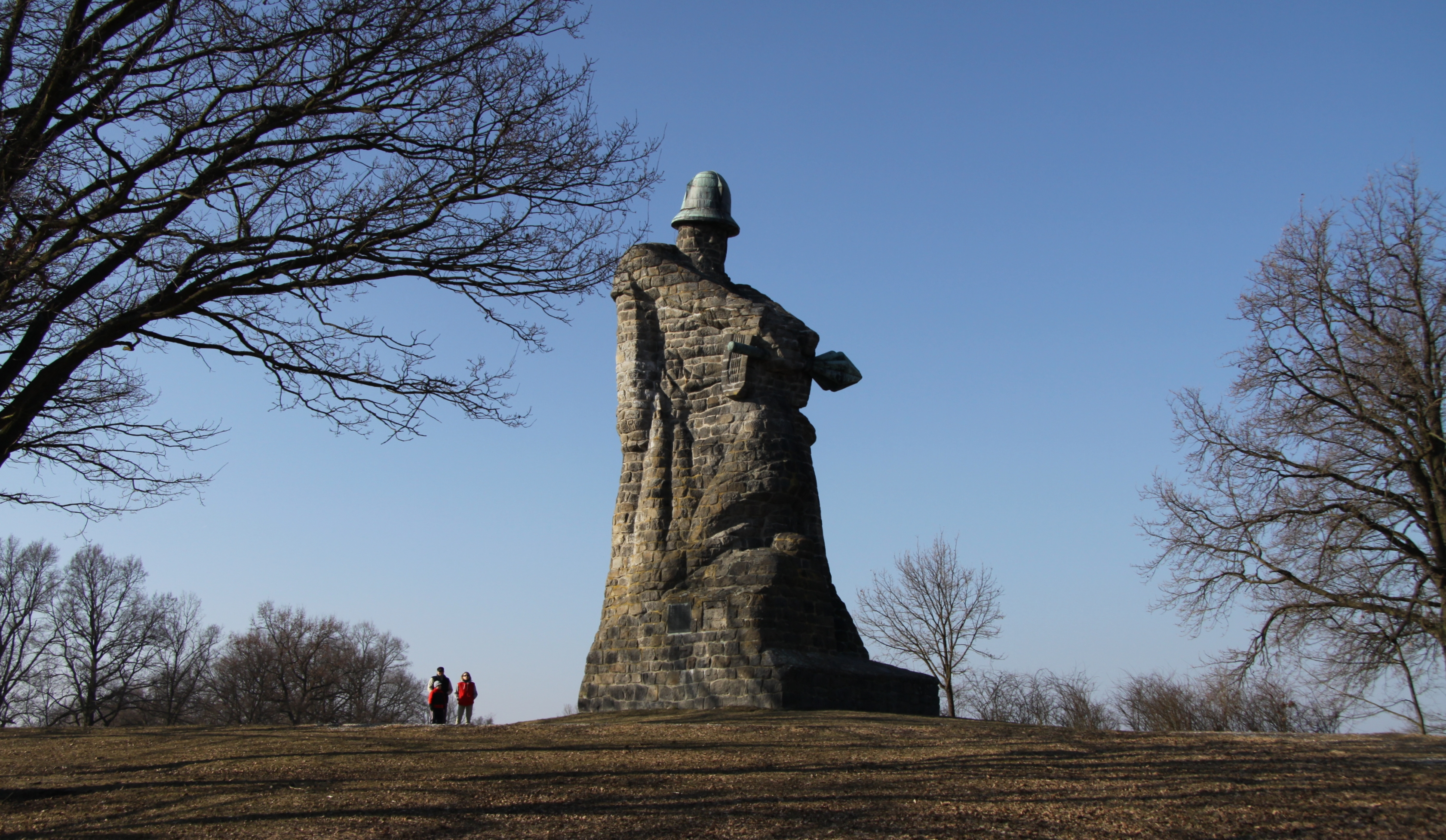
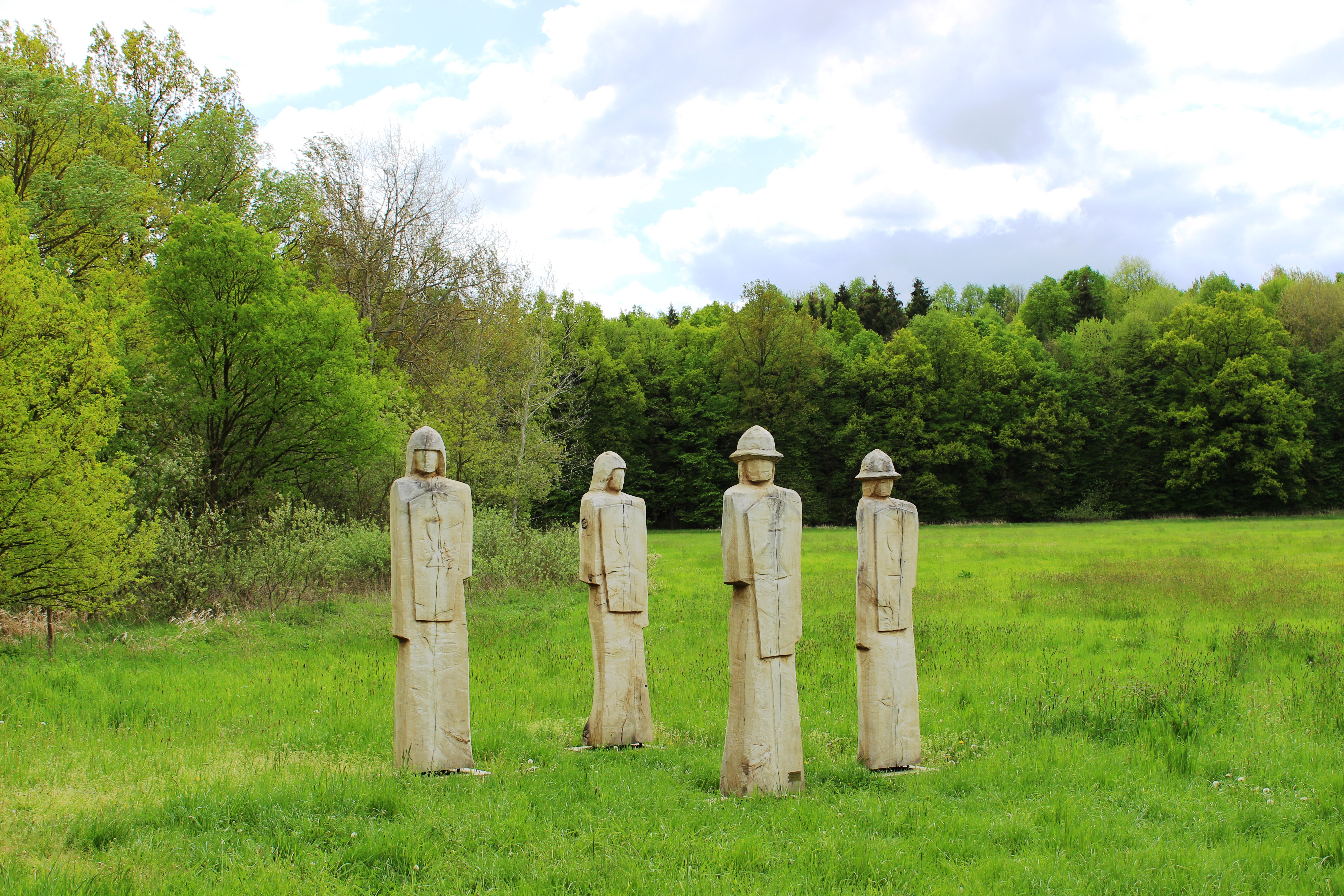
Sochy husitských bojovníků nedaleko památníku